# روبرت بلتران
روبرت بلتران (بالإنجليزية: Robert Beltran)‏ مواليد 19 نوفمبر 1953 في بيكرسفيلد، كاليفورنيا، الولايات المتحدة، هو ممثل أمريكي بدأ مسيرته الفنية سنة 1981.

## الأعمال
- بجزي
- ستار تريك: فوياجر
- سي إس آي: ميامي

## وصلات خارجية
- روبرت بلتران على موقع IMDb (الإنجليزية)
- روبرت بلتران على موقع ألو سيني (الفرنسية)
- روبرت بلتران على موقع أول موفي (الإنجليزية)
- روبرت بلتران على موقع قاعدة بيانات الأفلام السويدية (السويدية)
- روبرت بلتران على موقع إن إن دي بي (الإنجليزية)
- روبرت بلتران على موقع قاعدة بيانات الفيلم (الإنجليزية)
- روبرت بلتران على موقع كينوبويسك (الروسية)
- الموقع الرسمي